# اراخو (بازیکن فوتبال)
اراخو (انگلیسی: Araújo؛ زادهٔ ۷ اوت ۱۹۹۸) بازیکن فوتبال اهل برزیل است.